# Nanette Burstein
Nanette Burstein (Buffalo, 23 maggio 1970) è una regista, sceneggiatrice e produttrice cinematografica statunitense.

## Biografia
Nel 1997 Nanette Burstein ha presentato On the Ropes, co-diretto con Brett Morgen, al Sundance Film Festival, vincendo il premio dedicato ai documentari e ricevendo una candidatura all'Oscar al miglior documentario, oltre a trionfare alla 52ª edizione dei Directors Guild of America Award nella categoria dei documentari.

## Filmografia

### Regista
- On the Ropes (1999)
- The Investigators - serie TV (2000)
- Say It Loud: A Celebration of Black Music in America - serie TV (2001)
- The Kids Stays in the Picture (2002)
- American Teen (2008)
- Amore a mille... miglia (Going the Distance) (2010)
- New Girl – serie TV (2012)
- Non fidarti della str**** dell'interno 23 (Don't Trust the B---- in Apartment 23) – serie TV (2012)
- The Carrie Diaries – serie TV (2013)
- 30 for 30 – serie TV (2014)
- Gringo: The Dangerous Life of John McAfee (2016)

### Sceneggiatrice
- Say It Loud: A Celebration of Black Music in America - serie TV (2001)
- NY77: The Coolest Year in Hell - film TV (2001)
- American Teen (2008)

### Produttrice
- On the Ropes (1999)
- Say It Loud: A Celebration of Black Music in America - serie TV (2001)
- The Kids Stays in the Picture (2002)
- Film School – serie TV (2004)
- Autobiography (2005)
- American Shopper, regia di  Tamas Bojtor e Sybil Dessau (2007)
- NY77: The Coolest Year in Hell - film TV (2001)
- American Teen (2008)
- Katy Perry: Part of Me, regia di Dan Cutforth (2012)